# Horornis seebohmi
El cetia filipino (Horornis seebohmi) es una especie de ave paseriforme de la familia Cettiidae endémica del norte de Filipinas.

## Distribución
Se encuentra únicamente en el norte de la isla de Luzón, que es la isla más septentrional del archipiélago filipino.